# Марокко на літніх Олімпійських іграх 1960
Марокко брала участь в Літніх Олімпійських іграх 1960 року в Римі (Італія) вперше за свою історію і завоювала одну срібну медаль. Збірну країни представляли 47 спортсменів (усі чоловіки):
- 7 боксерів
- 5 борців
- 4 важкоатлетів
- 4 велосипедистів
- 1 спортсмен з вітрильного спорту
- 6 гімнастів
- 8 легкоатлетів
- 2 п'ятиборця
- 4 стрільців
- 6 фехтувальників

## Срібло
- Легка атлетика, чоловіки, марафонський біг — Раді Бен Абдесселам.